# Albert Guilbert
Albert-Désiré Guilbert, né à Pontoise le 10 mai 1866, et mort à Paris le 13 mars 1949, est un architecte français.

## Biographie

### Famille et formation
Albert Guilbert est né au no 50 rue de Gisors à Pontoise, au domicile de ses parents, Arnaud-Désiré Guilbert, voyageur de commerce, et Marie-Françoise, née Vernissat. Il est le frère de l'abbé Louis Guilbert, professeur au petit séminaire de Versailles.
Entré à l’École des beaux-arts de Paris en 1885, il y est admis en première classe en 1888. Élève de Jules André puis de Victor Laloux, il se distingue en remportant le premier prix au concours Rougevin pour un projet de baptistère (1891) et le prix Destors de la Société centrale des architectes (1893). Il obtient son diplôme d'architecte en 1892. 

### Début de carrière professionnelle
Candidat à plusieurs concours, il remporte le premier prix dans sa ville natale en 1898 (avec un projet de caisse d'épargne) et à Montrouge (projet d'école) ainsi qu'un troisième prix à Soissons (projet d'abattoir). En 1896, il est récompensé d'une médaille de deuxième classe au Salon, où il a exposé l'année précédente le projet de décor qu'il venait d'exécuter dans le chœur de l'église Notre-Dame de Pontoise ainsi qu'un projet de cinquième asile d'aliénés à Ville-Évrard (en collaboration avec Georges Courtois).
Sa première grande réalisation est la chapelle Notre-Dame-de-Consolation à Paris, dédiée à la mémoire des victimes de l'incendie du Bazar de la Charité et inaugurée en mai 1900. De style néo-Louis XVI, cette œuvre assure la notoriété du jeune architecte et lui permet de remporter aussi bien la médaille d'honneur du Salon de 1900 que le prix Duc décerné tous les deux ans par l'Académie des beaux-arts (1902).
Avant 1904, il est associé à l'architecte argentin Eugenio Gantner au sein d'une agence de Buenos-Aires,
Avant 1908, il adhère à la Société centrale des architectes (qui lui a remis une médaille en 1905 pour des travaux d'architecture privée), à la Société des artistes français et à la Société des architectes diplômés par le gouvernement. Nommé inspecteur général des monuments historiques avant 1898, il achève sa carrière en tant qu'architecte en chef des bâtiments civils et palais nationaux. Nommé chevalier de la Légion d'honneur en 1910, deux ans après avoir participé à l'Exposition franco-britannique de Londres (en), il est promu officier de cet ordre en 1937.

### Architecte de l'Art déco
Après des débuts marqués par l'éclectisme formel propre à l'architecture française de la fin du XIXe siècle, Guilbert pratique bientôt un « second Art nouveau » ayant réussi sa fusion avec le régionalisme — comme en témoigne le marché couvert de Soissons (1908-1911), qui rend hommage à la salle Humbert-de-Romans de Guimard — avant d'évoluer vers les formes épurées et massives de l'Art déco, notamment dans les projets réalisés avec son fils, Jacques Guilbert (1900-1948), dès le début des années 1930, ce dernier étant un disciple d'Auguste Perret. Ensemble, ils ont notamment exécuté des travaux d'agrandissement et d'aménagement à l’École normale supérieure et au Collège de France à Paris.
Dans les années 1920, Guilbert œuvre à la reconstruction de Villers-Bretonneux dans le département de la Somme où il réalisa notamment, l'hôtel de ville et l'église.
Albert Guilbert meurt dans le 7e arrondissement de Paris le 13 mars 1949.

## Principales réalisations
- Décor du chœur de l'église Notre-Dame de Pontoise (1895).
- Chapelle Notre-Dame-de-Consolation, no 23 rue Jean-Goujon, Paris (1898-1900).
- Cathédrale arménienne Saint-Jean-Baptiste, no 15 rue Jean-Goujon, Paris (1902-1904).
- Maison d'assistance par le travail, Pontoise (1903)[9].
- Marché couvert de Soissons (1908-1911).
- Monument aux morts de Versailles (devant l'hôtel de ville), sculptures par Ernest Henri Dubois (inauguré le 11 novembre 1924)[2].
- Église Sainte-Jeanne-d'Arc de Versailles (1923-1926).
- Église Saint-Julien de Domfront (1924-1926).
- Église Saint-Jean-Baptiste de Villers-Bretonneux (1927-1931) et mairie de Villers-Bretonneux (Somme)
- Bâtiments de chimie et de sciences naturelles de l'École normale supérieure, rue Érasme, Paris (1930-1937), avec Jacques Guilbert.
- Laboratoires de chimie et deux amphithéâtres au Collège de France (1938-1946), avec Jacques Guilbert.

## Galerie

Édifices réalisés par Albert Guilbert
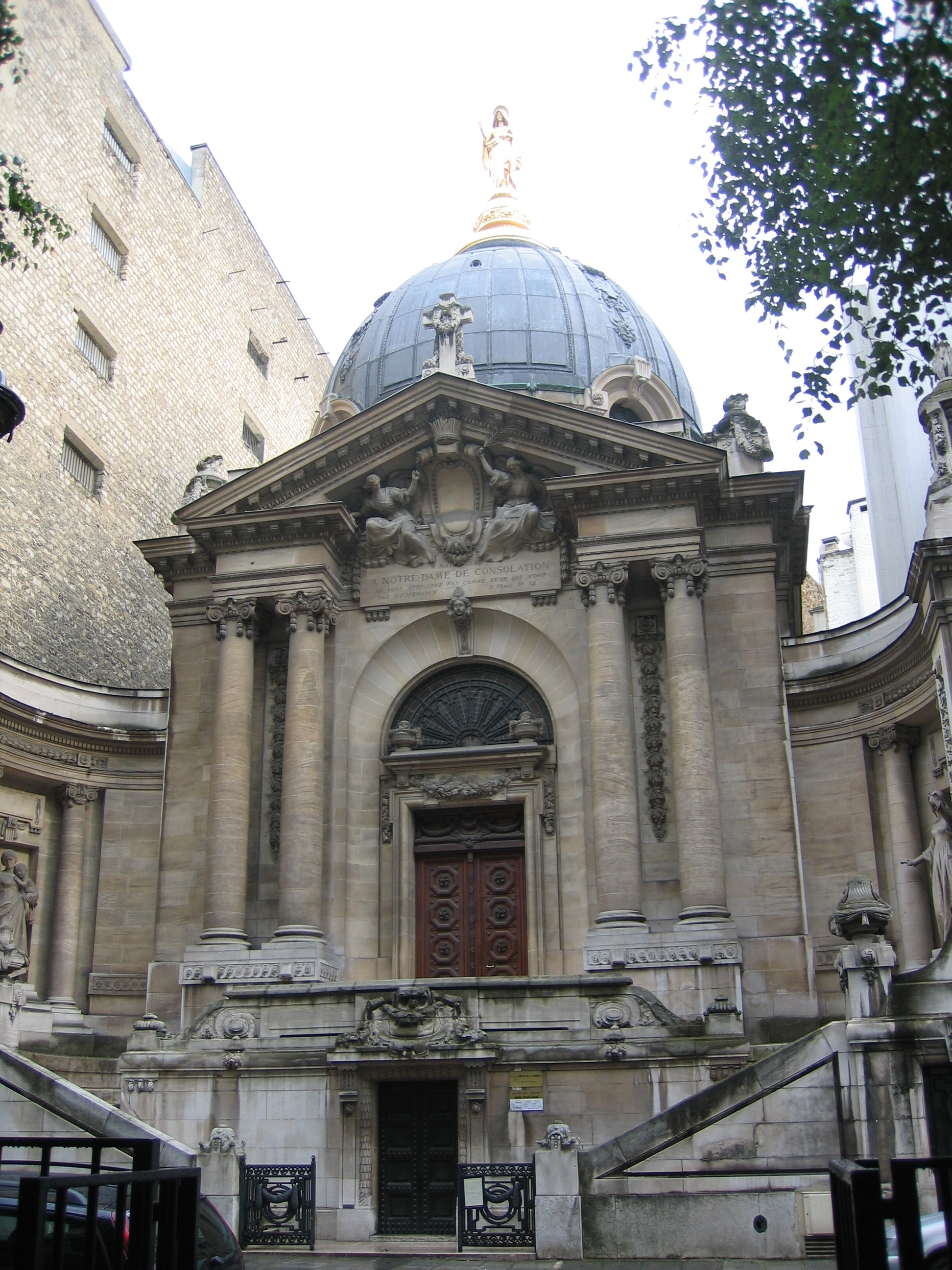
Chapelle Notre-Dame-de-Consolation de Paris (1900).
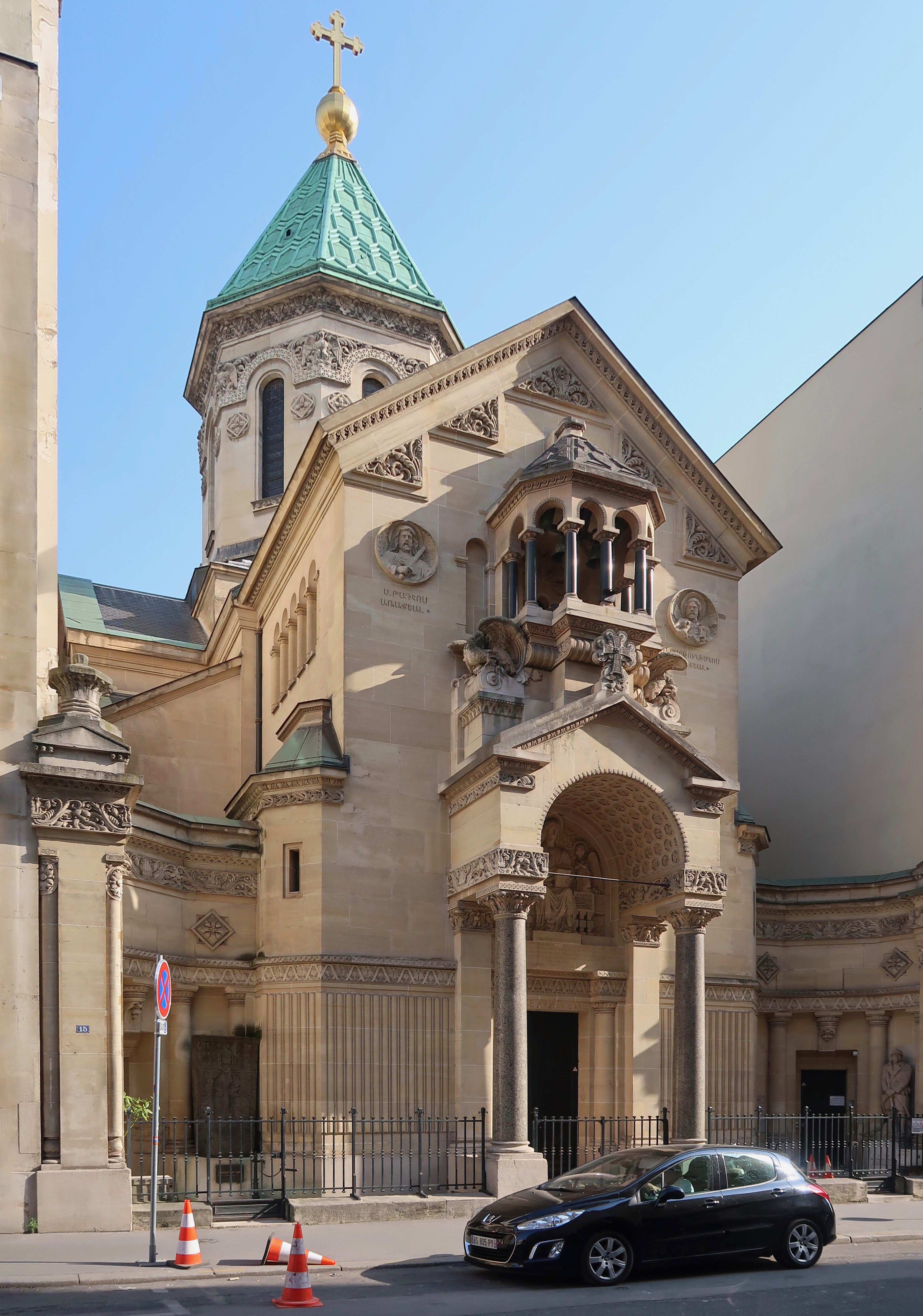
Cathédrale arménienne Saint-Jean-Baptiste de Paris (1904).
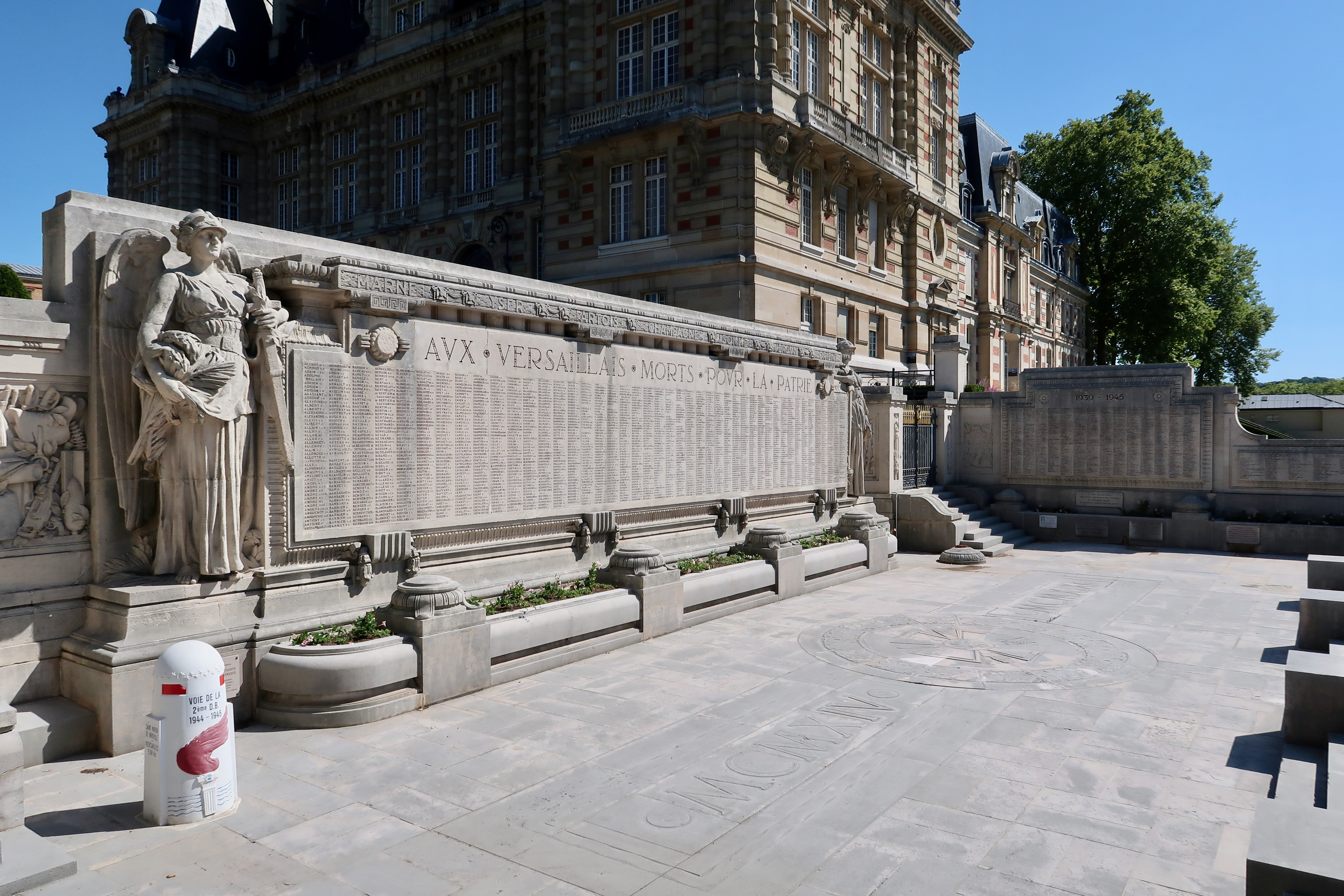
Monument aux morts de Versailles (1924), sculptures par Ernest Henri Dubois.
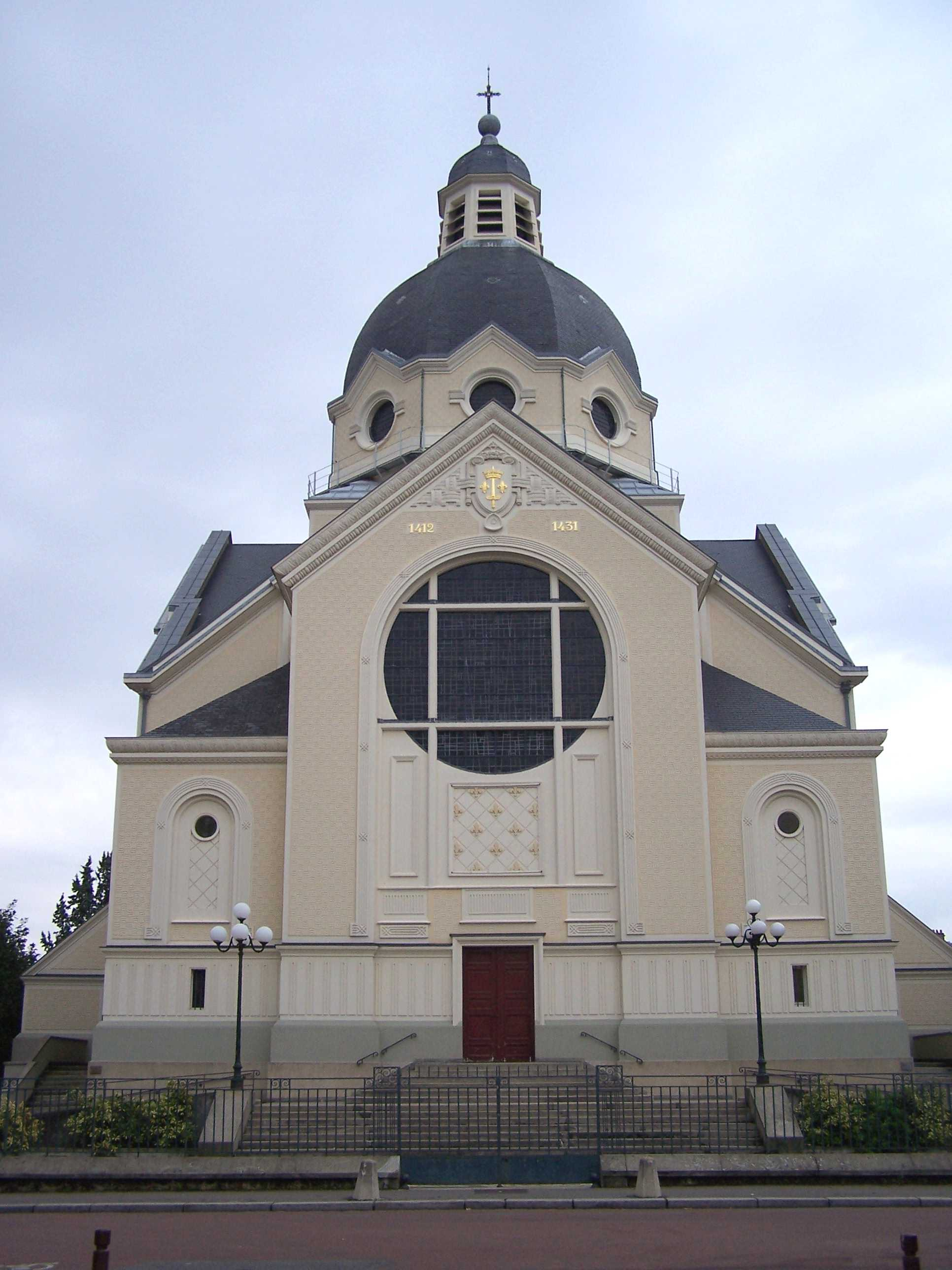
Église Sainte-Jeanne-d'Arc de Versailles (1926).
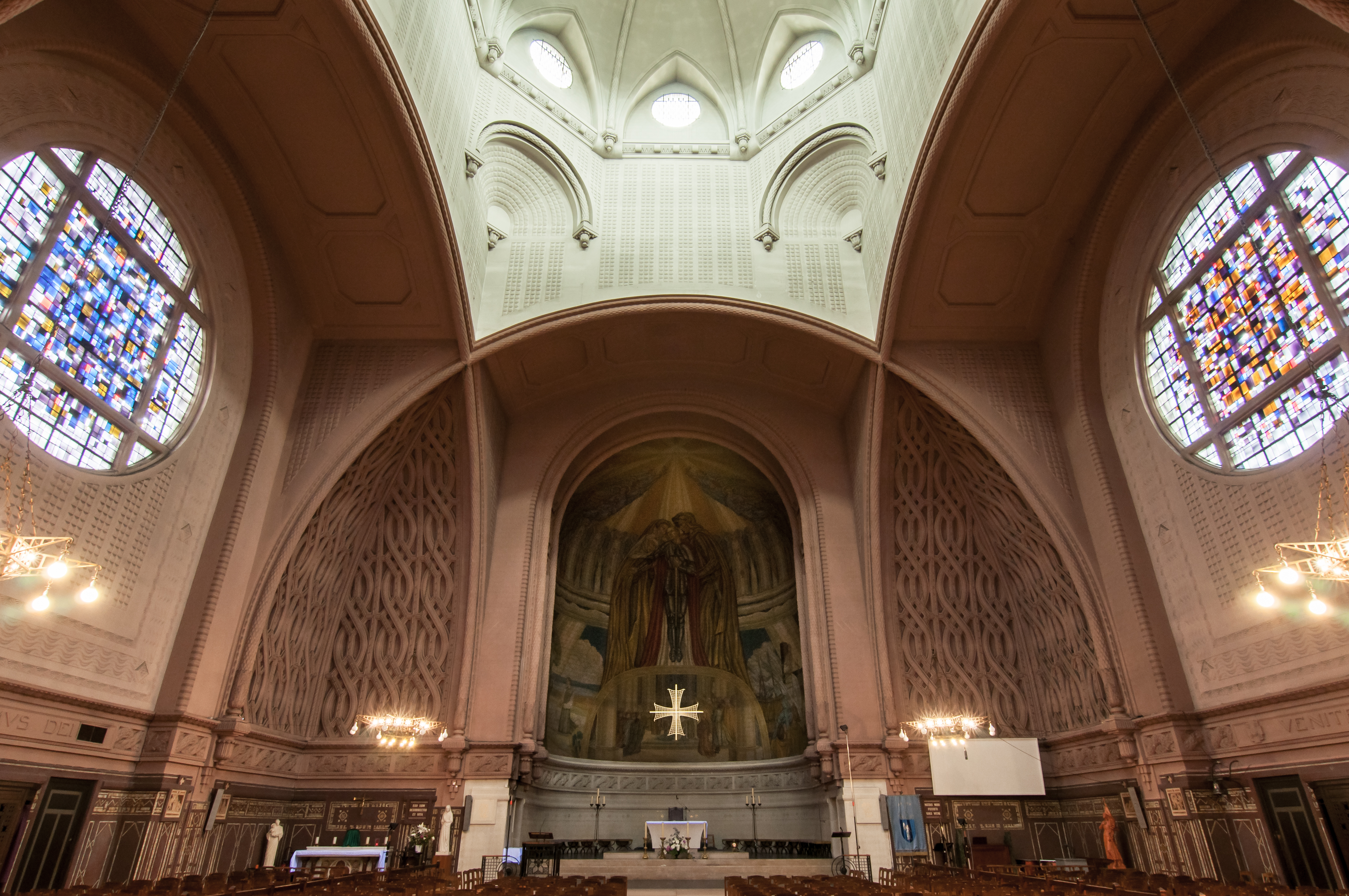
Intérieur de l'église Sainte-Jeanne-d'Arc de Versailles (1926).
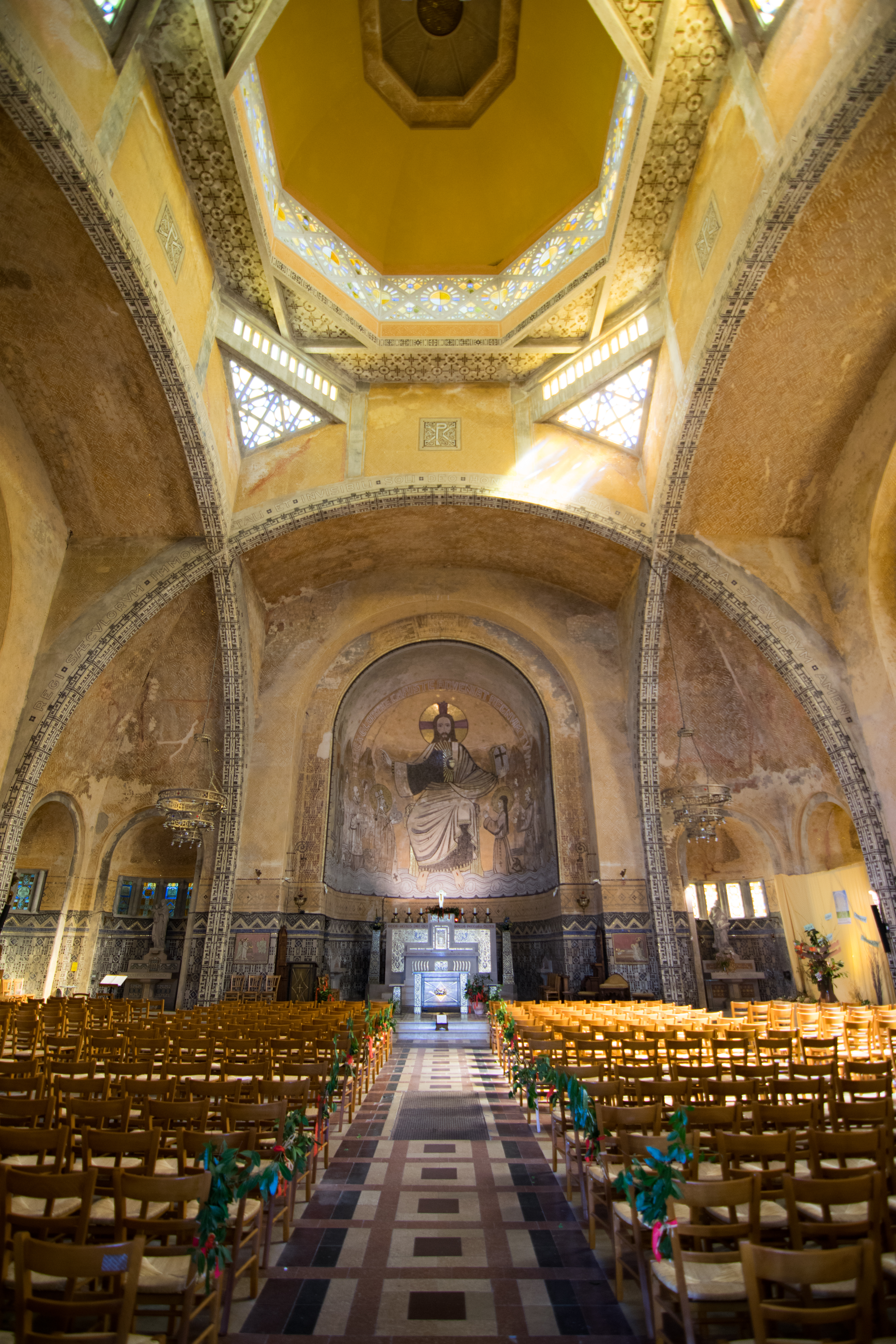
Intérieur de l'église Saint-Julien de Domfront (1926).
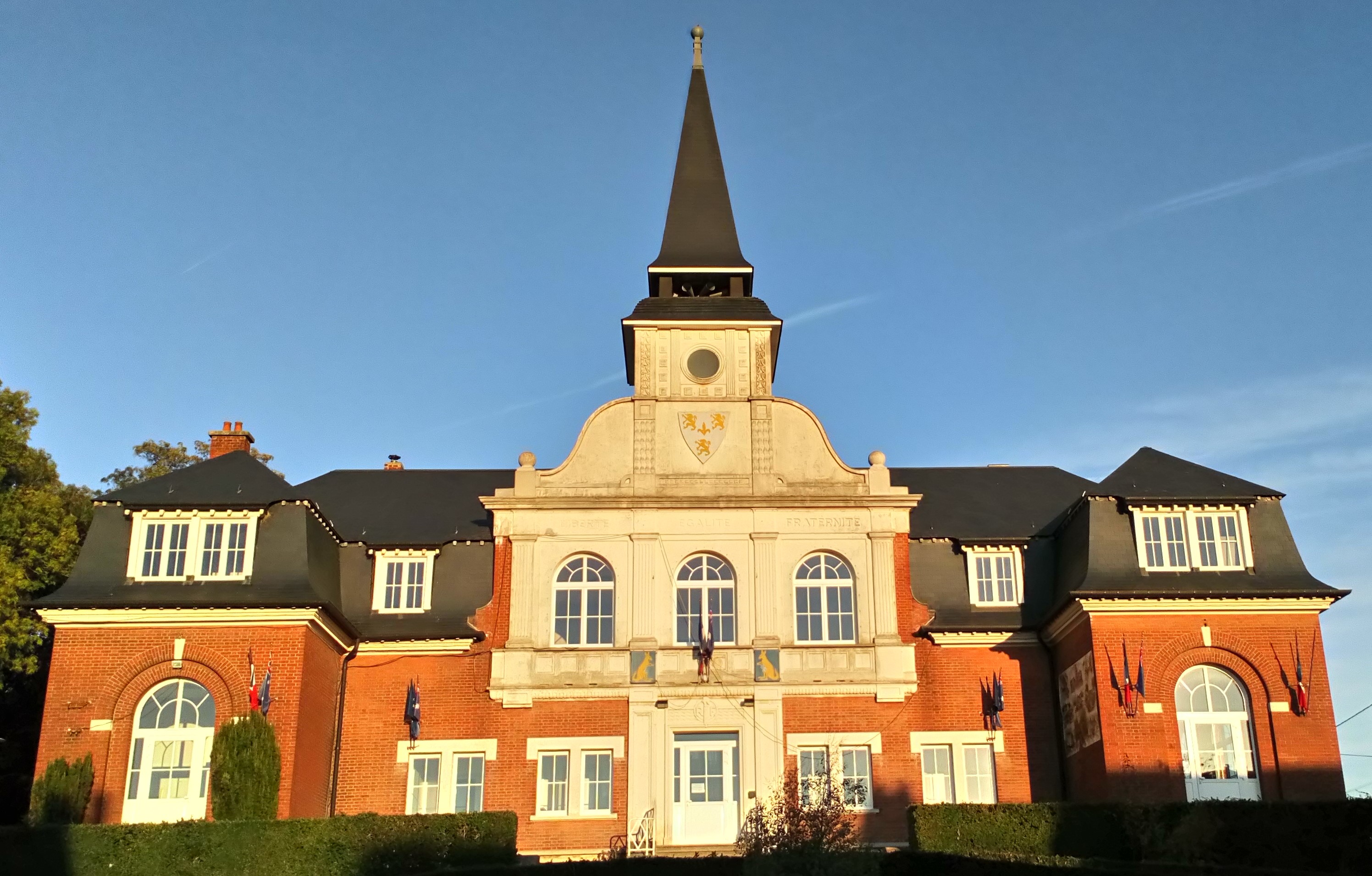
Mairie de Villers-Bretonneux
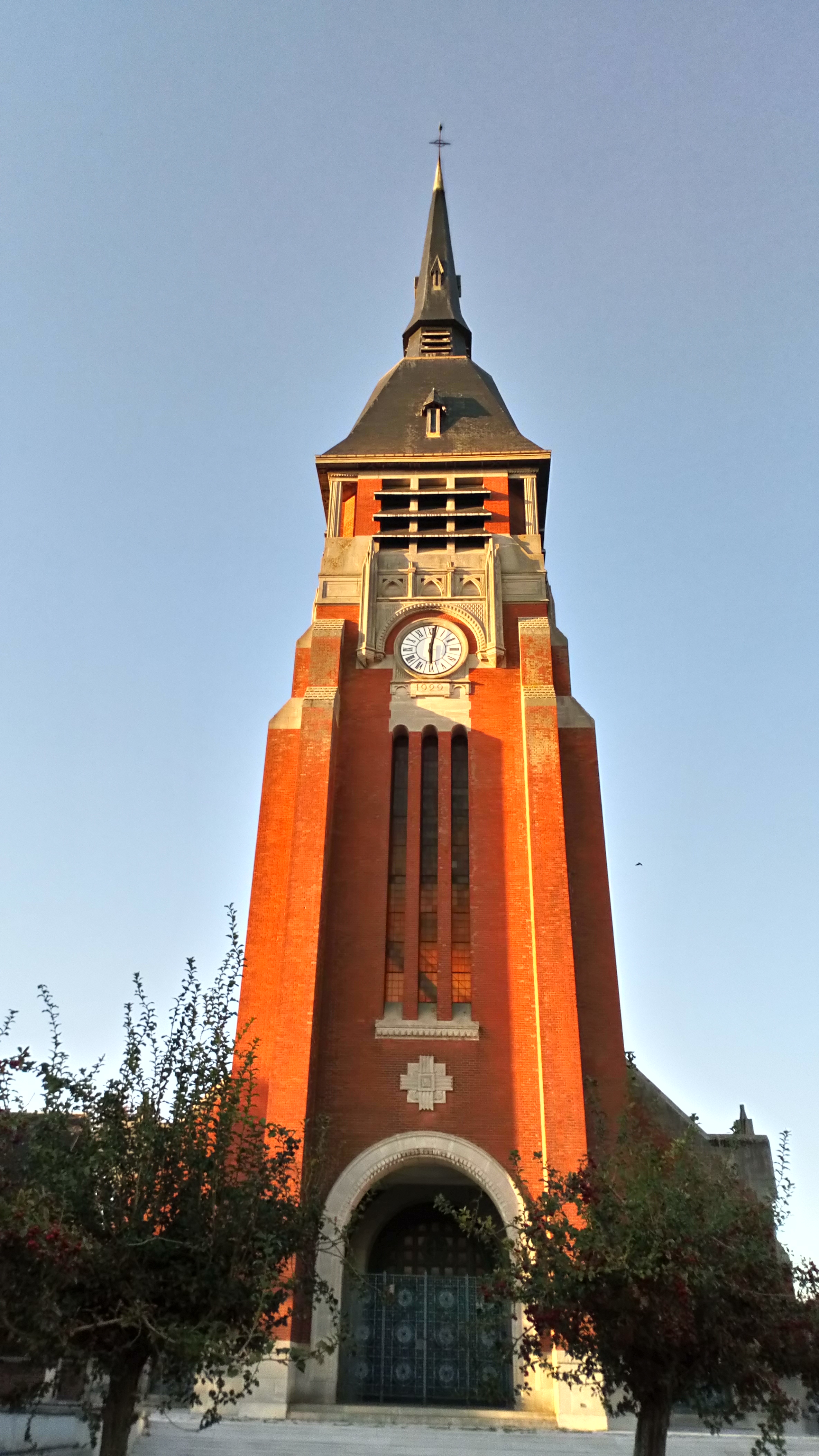
Église Saint-Jean-Baptiste de Villers-Bretonneux (1927-1931)
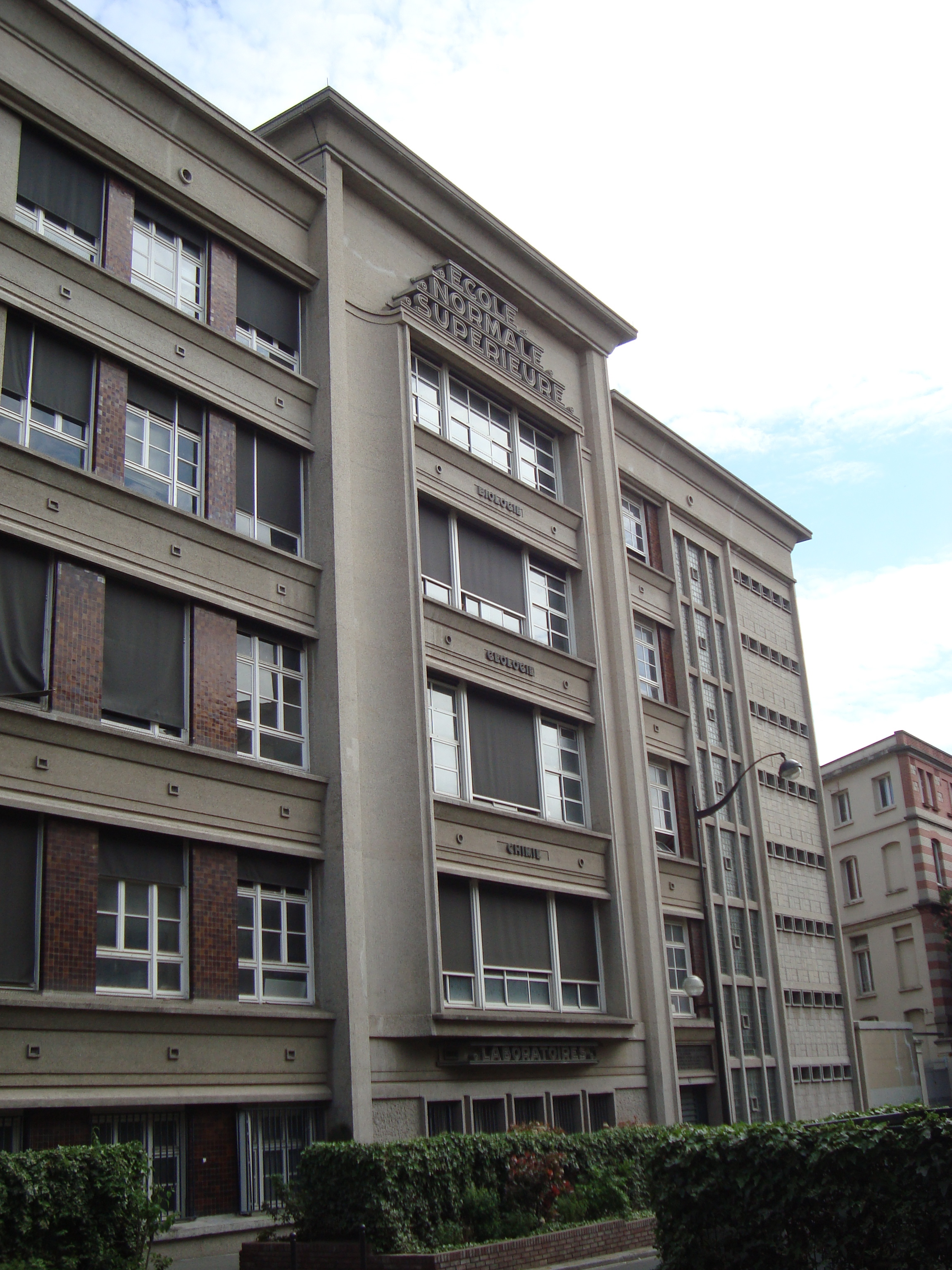
Laboratoires de chimie de l'École normale supérieure à Paris (1937), avec Jacques Guilbert.
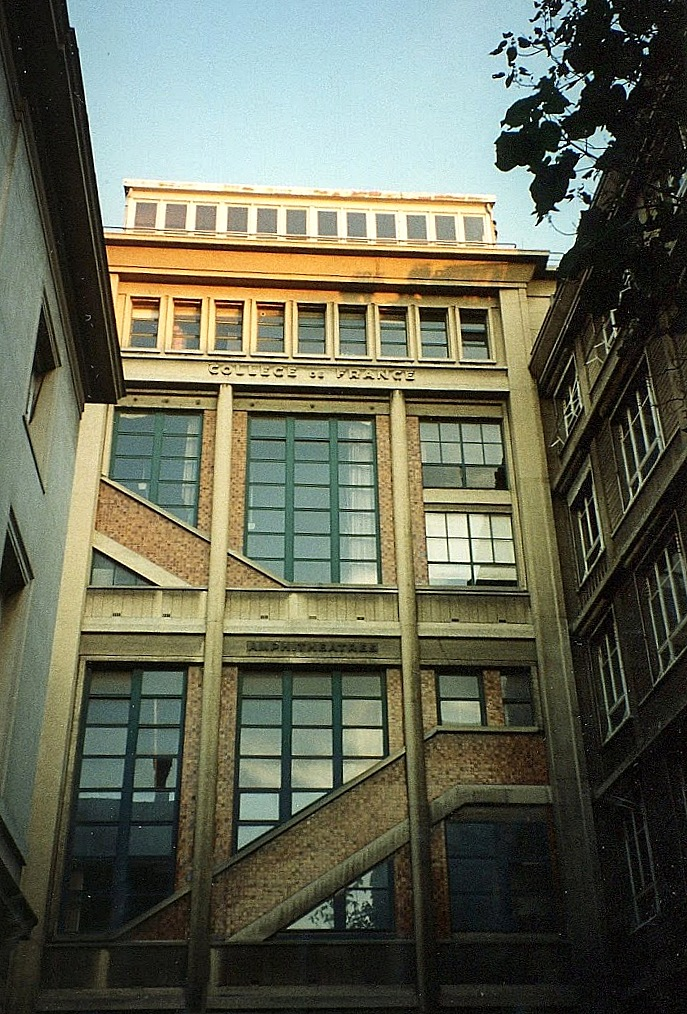
Collège de France (1946), avec Jacques Guilbert.